# 낮은 목소리 3 - 숨결
《낮은 목소리 3 - 숨결》은 대한민국의 다큐멘터리 영화이다.

## 줄거리
일본군 위안부 할머니들에 관한 변영주 감독의 다큐멘터리 <낮은 목소리> 3부작의 완결편. 7년 작업의 매듭으로써 1, 2편이 고통의 기원을 거쳐 할머니들의 일상으로 나왔다면, <숨결>은 다시 그들의 일상을 빌려 과거로 들어간다. 61년 만에 고향을 찾은 할머니, 위안소에서 매독에 걸려 청각장애자인 딸을 낳은 할머니의 회한이 흘러나온다. 내레이션이나 음악 따위의 장치를 지워내고 할머니들 스스로 그들의 이야기를 하게 함으로써 가혹한 역사 속에 뭉개진 그들의 목소리를 나지막히 되살려냈다.

## 기타 정보
- 라인프로듀서: 신명화
- 그립: 조여권
- 조연출: 김운영
- 연출부: 하명미
- 음향: 요시무라 다쓰미
- 동시녹음B팀: 김운영
- 녹음부: 하명미

## 수상과 초청 내역
- 1999년 제4회 부산국제영화제 운파상 : 변영주 감독
- 2000년 제20회 한국영화평론가협회상 특별상 : 변영주 감독
- 2001년 제5회 여성관객영화상 한국영화 특별상 : 변영주 감독[1]
- 1999년 야마가타 국제다큐멘터리영화제 개막작[2]
- 2014년 16회 서울국제여성영화제 특별상영
- 2018년 44회 서울독립영화제 아카이브전